# Mikrocodesimulator
Ein Mikrocodesimulator ist ein Hilfsmittel zur Simulation mikrocodeprogrammierter Steuerabläufe eines Mikroprogrammsteuerwerks. Mittels der Mikrocodesimulation können mikrocodeprogrammierte Schaltabläufe schrittweise nachvollzogen werden, bevor diese in ein Mikrocodeprogrammsteuerwerk integriert werden. Mit der Simulation des Mikrocodes ist in erster Linie die Erstellung eines Mikroprogramms und eine Überprüfung bzw. Optimierung der mikroprogrammierten Steuerung eines Leit- und Rechenwerks verbunden, das als reelle Hardware noch nicht vorliegt und vorab nachgestellt wird.
Im Vergleich hierzu wird unter der Emulation eines Mikrocodes die ganzheitlich exakte Nachahmung einer reell existierenden Mikrocodesteuerung eines Rechenwerks unter bestmöglicher Performance verstanden. In den Jahren 1960 bis Mitte 1970 wurde mit der Emulation der Mikroprogramme Inkompatibilitäten in der Hardware ausgeglichen. Auf diese Weise wurde ermöglicht, Software für ältere Rechnerhardware auf Nachfolgemodelle zu portieren, ohne dass ein zum Mikroprogramm abgestimmtes Mikroprogrammsteuerwerk in Hardwareform tatsächlich vorliegen musste. Die begriffliche Trennung zwischen Simulation und Emulation von Mikrocode bzw. dem zugrundeliegenden Mikroprogramm ist fließend. Doch im Unterschied zur Emulation benötigt die Simulation neben dem eigentlichen Mikroprogramm bzw. Mikrocode lediglich eine Software, während mit der Emulation des Mikrocodes der Einsatz von reeller Hardware verbunden ist.
Des Weiteren werden Mikrocodesimulatoren als Lernmittel eingesetzt, um Schaltabläufe didaktisch zu visualisieren und zu erläutern. Die Anfänge der Mikrocodesimulation zu Ausbildungszwecken hat seinen Ursprung in dem englischsprachigen Raum. Bereits in den 1980ern und 1990ern sind Programme für die Mikrocodesimulation in der Ausbildung auf dem Gebiet der Rechnerarchitektur im universitären Umfeld entstanden. Die Simulatoren sind unter anderem für Betriebssysteme wie Mac OS für Apple Macintosh Rechner und UNIX für Großrechnersystem geschrieben worden. Im deutschsprachigen Raum hat sich der Mikrocodesimulator MikroSim auf dem Betriebssystem Microsoft Windows etabliert.